# Piękna młynarka
Piękna młynarka (niem. Die schöne Müllerin), op. 25, D 795 – cykl pieśni skomponowany w 1823 roku przez Franza Schuberta do poezji Wilhelma Müllera. Pierwsze wydanie ukazało się w 1824 r.
Cykl przeznaczony jest na głos z towarzyszeniem fortepianu. Ponieważ tekst opowiada o młodym człowieku, utwór wykonywany jest najczęściej przez mężczyzn. Standardowe wykonanie trwa około godziny.

## Tytuły pieśni
1. Das Wandern
2. Wohin?
3. Halt!
4. Danksagung an den Bach
5. Am Feierabend
6. Der Neugierige
7. Ungeduld
8. Morgengruß
9. Des Müllers Blumen
10. Tränenregen
11. Mein!
12. Pause
13. Mit dem grünen Lautenbande
14. Der Jäger
15. Eifersucht und Stolz
16. Die liebe Farbe
17. Die böse Farbe
18. Trockne Blumen
19. Der Müller und der Bach
20. Des Baches Wiegenlied